# رانيا فريد شوقي
رانيا فريد شوقي (29 مايو 1972 -)، ممثلة مصرية.

## عن حياتها
هي ابنة الممثل فريد شوقي، كانت بدايتها الفنية عبر شاشة السينما من خلال فيلم «آه .. وآه من شربات» قدمت العديد من الأدوار في الأعمال التلفزيونية والسينمائية بعد ذلك.

### حياتها الأسرية
تزوجت من الممثل مصطفى فهمي في عام 2007 ولكنهما تطلقا في 2012 بعد عدة مشاكل وانفصالات بينهما، كما أنها كانت متزوجة من والد ابنتيها فريدة وملك مصمم الرقصات عاطف عوض.

## أعمالها

### أفلام
- كلام في الحب: 2006- ضيفة شرف - ممثلة
- المكالمة القاتلة: 1996
- وداعا للعزوبية: 1995- دنيا
- هارب إلى السجن: 1995- جملات
- المقامر: 1994
- عنتر زمانه: 1994
- مغلف بالشيكولاته: 1994
- ليه يا هرم: 1993- تهاني
- طعمية بالشطة: 1993- غادة
- آه .. وآه من شربات: 1992- شربات \ نهىَ \ سهى

### مسلسلات
- حرب الزواج :2023
- الحلم :2022
- ولاد ناس :2021
- ضربة معلم : 2020
- قوت القلوب 2: 2020
- أيام العسل:2019
- بالحب هنعدي: 2019
- أبو العروسة(ج1,2,3): -2022/2018 - نيره
- عوالم خفية: 2018- مريم رياض
- الأستاذ بلبل وحرمه: 2017- نبيلة
- قصر العشاق: 2017- مريم
- سلسال الدم (ج4، 5): 2017، 2018- زينة
- المغني: 2016- رحاب الجمال
- الصقر شاهين: 2013
- نقطة ضعف: 2013
- بنات في بنات: 2012- ماجدة
- النار والطين: 2012
- الإخوة أعداء: 2012
- خاتم سليمان: 2011- شاهيناز رستم
- أزواج في ورطة: 2011
- الصيف الماضي: 2010- نعمة
- ماما في القسم: 2010- فريدة
- منتهى العشق: 2010- بيكي
- أبو ضحكة جنان: 2009- فوزية
- الوديعة والذئاب: 2009- عصمت النبراوى
- الدنيا لونها بمبي: 2009- دكنورة سوسن
- عائلة نجفة: 2009
- دموع القمر: 2008- لبنى سلطان
- العائد: 2008
- ذكريات العام القادم: 2008
- يتربى في عزو: 2007- إيناس
- عائلة مجنونة جدا: 2007- وهبة
- نادي القلوب الجريحة: 2007 - مديحة
- قلب الدنيا: 2006
- سوق الخضار: 2006 - جميلة
- نعتذر عن هذا الحلم: 2005
- لما يعدي النهار: 2005
- إضحك قبل الضحك مايغلا: 2005
- المنصورية: 2005
- زهرة الياسمين: 2004
- أحلام البنات: 2004- هند
- عباس الأبيض في اليوم الأسود: 2004- رشا/ سلسبيلة
- مؤسسة شهر العسل: 2003
- فارس الرومانسية: 2003- دولت طه السباعي
- حد السكين: 2003
- جحا المصري: 2002- جماره
- طرح البشر: 2002
- العطار والسبع بنات: 2002- فيفي (الشيخة فتنة)
- حمام بشتك: 2002
- الدنيا حظوظ: 2002
- شربات: 2002- كاميليا زوجة حاتم
- حواري وقصور: 2001- الملكة نازلي
- قطة في سوق السمك: 2000
- أحلام مؤجلة: 2000- الدكتورة جيهان
- عطش السنين: 2000
- يوم للحياة ويوم للموت: 2000
- يعود الماضي: 2000
- وجع البعاد: 2000
- الرجل الآخر: 1999- كاميليا
- الضوء الشارد: 1998- نفيسة وهبي السوالمي
- اللص والكلاب: 1998- نور
- يوم عسل يوم بصل: 1998- رشا
- الماضي يعود الآن: 1997
- الدوائر المغلقة: 1997
- أحلام الفجر الكاذب: 1997
- الشارع الجديد: 1997- جليلة
- خالتي صفية والدير: 1996- أمونة
- الخروج من المأزق: 1995
- الشهد المر

### مسرحيات
- الملك لير :2019 - جونريل
- بابا جاب موز: 2014- نرجس
- ربنا يخلى جمعة: 2007
- كحيون ربح المليون: 2007
- حلاق بغداد: 1999
- سعدى ومرعي: 1999- سعدى
- مولد سيدي المرعب: 1998
- قصة الحي الغربي: 1996
- باللو: 1995
- اللعب مع العيال: 1993- نبيهه
- غراميات عطوة أبو مطوة: 1993- بعد اعتذار عبلة كامل

### أخرى
- لن أتزوج زميلي: 2001 - سهرة تليفزيونية
- لما بابا ينام: 1999 - مسلسل اذاعي
- خد وهات: 1996 - فوازير
- الآنسة بوابة: سهرة تليفزيونية
- وتمضي الأحزان: سهرة تليفزيونية

### في التقديم
- حيلهم بينهم كمان وكمان 2010
- طبق النجوم 2003

### في الإخراج
- طعمية بالشطة 1993

## وصلات خارجية
- رانيا فريد شوقي على موقع IMDb (الإنجليزية)
- رانيا فريد شوقي على موقع الدهليز
- رانيا فريد شوقي على موقع قاعدة بيانات الأفلام العربية
- رانيا فريد شوقي على موقع قاعدة بيانات الفيلم (الإنجليزية)